# Paracharora
Paracharora is een geslacht van rechtvleugeligen uit de familie veldsprinkhanen (Acrididae). De wetenschappelijke naam van dit geslacht is voor het eerst geldig gepubliceerd in 1993 door Fishelson.

## Soorten
Het geslacht Paracharora  is monotypisch en omvat slechts de volgende soort:
- Paracharora popovi (Fishelson, 1993)